# Justus Möser
Justus Möser (Osnabrück, 14 dicembre 1720 – Osnabrück, 8 gennaio 1794) è stato un giurista, storico e scrittore tedesco.

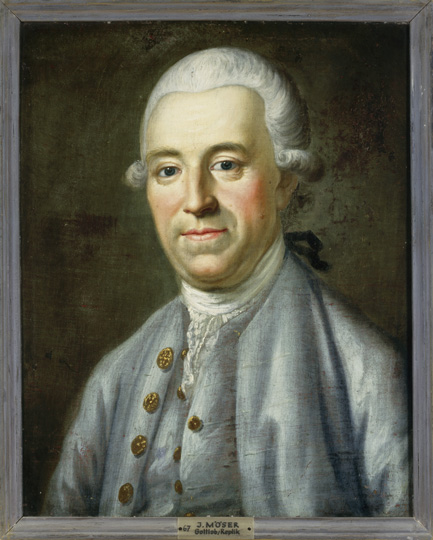
Justus Möser, dipinto di Ernst Gottlob, 1777, Gleimhaus Halberstadt

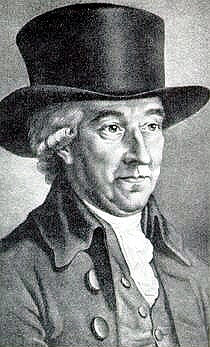
Justus Möser

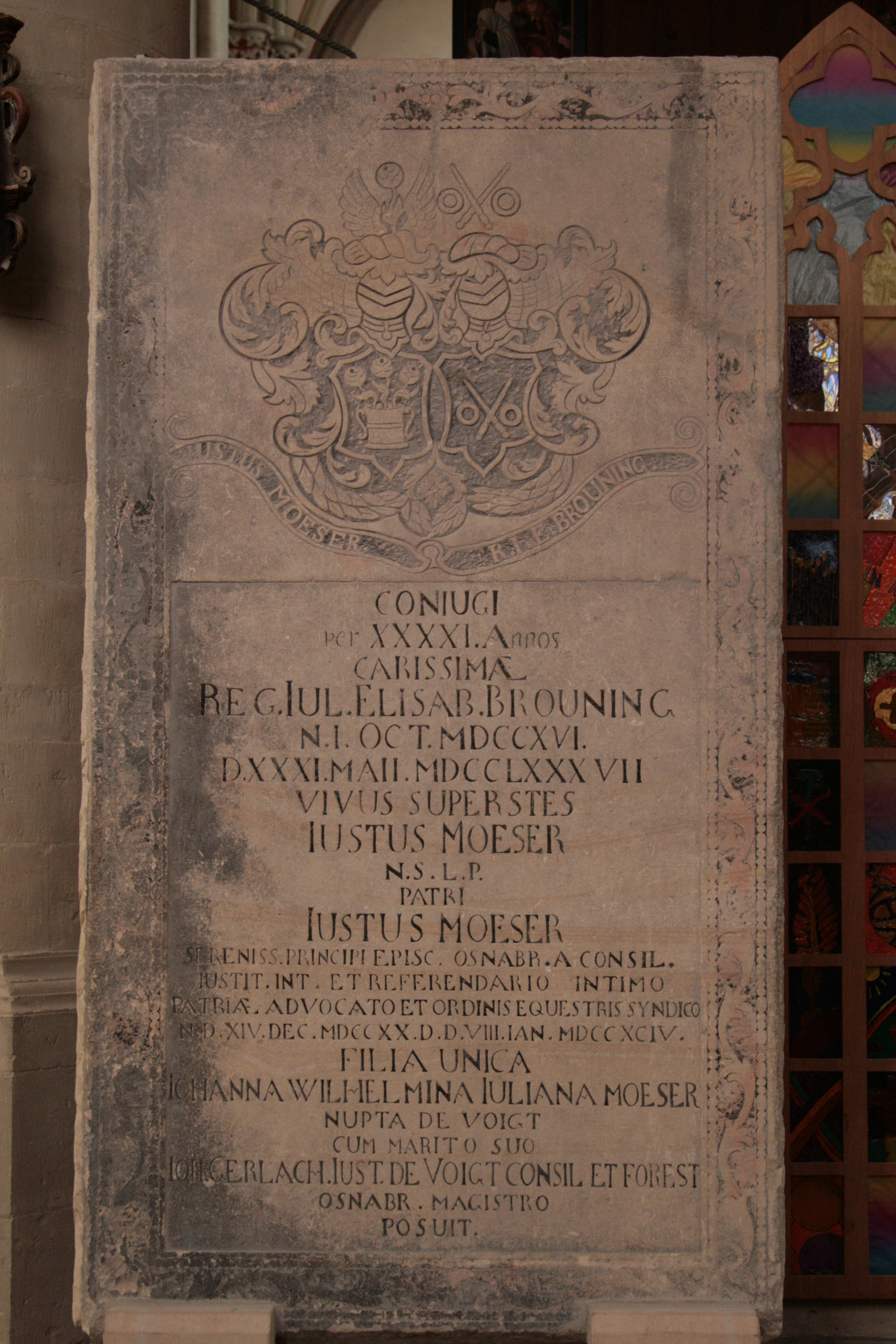
Grabplatte Justus Möser, St. Marien, Osnabrück, 2009

Dopo aver studiato giurisprudenza nelle Università di Jena e di Gottinga, tornò a Osnabrück come avvocato e venne presto nominato advocatus patriae, procuratore di Stato; dal 1762 al 1768 fu justiciarius, ossia giudice della corte criminale di Osnabruck, e nel 1768 conciliatore di giustizia. Per 20 anni fu consulente legale del vescovo protestante di Osnabrück, il principe Federico, duca di York e di Albany, figlio di Giorgio III d'Inghilterra e della regina Charlotte di Mecklenburg-Strelitz.
Möser fu anche uno storico; la sua Storia di Osnabrück, pubblicata la prima volta nel 1768 e le Fantasie patriottiche, del 1786, mostrano la sua adesione verso uno sviluppo naturale e organico dello Stato in luogo di leggi imposte dall'alto dai sovrani. Le sue concezioni dell'economia politica sono considerate molto contrastanti con quelle del ben più noto e apprezzato suo contemporaneo Adam Smith, e anticiperebbero alcune idee della Scuola storica tedesca e dell'economia di mercato. Per certi aspetti, Möser può essere considerato l'omologo tedesco di Edmund Burke.
Nel 1749 aveva pubblicato la tragedia Arminio; i suoi Vermischte Schriften (Scritti vari) pubblicati nel 1798, uniscono comprensione della natura umana e arguto umorismo.
Le sue Opere complete furono pubblicate in 10 volumi nel 1844.

## Biografia
Möser crebbe a Osnabrück, dove il padre era direttore della cancelleria. Dopo aver frequentato il Ratsgymnasium, studiò diritto e belle arti all'Università di Jena dal 1740 e a Gottinga dal 1742. Nel 1743 divenne segretario degli diete territoriali di Osnabrück e dal 1744 esercitò la professione di avvocato. La sua vigorosa difesa contro le azioni arbitrarie dell'allora governatore di Osnabrück attirò talmente l'attenzione che fu nominato Advocatus patriae (avvocato dello Stato nelle controversie legali). Dal 1755 rappresentò anche i diritti del cavalierato come sindico, avvocato che è la controparte lavorativa di una società, associazione, ente professionale o fondazione. Nel 1768 divenne consigliere privato, posizione grazie alla quale ebbe una grande influenza su tutte le questioni relative all'Alta Abbazia di Osnabrück fino alla fine della sua vita. Nel 1743 divenne consigliere privato di giustizia. Dal 1763 ebbe la reggenza del principe vescovo di Osnabrück, Federico duca di York, che inizialmente era minorenne e in seguito trascorse gran parte del suo tempo all'estero.
L'opera più importante della vita di Möser fu quella giuridica. Tra le altre cose, si concentrò sullo sconvolgimento della storia giudiziaria e nazionale.
Anche l'opera letteraria di Möser è varia: in numerosi scritti espresse le sue opinioni sulla politica, la storia, il teatro e la letteratura e diede un contributo estremamente importante alla storia intellettuale tedesca durante l'Illuminismo. Come "poeta del latifondo", fu ricordato soprattutto per le sue Patriotischen Phantasien (Fantasie patriottiche). Lessing, Herder e Goethe trovarono parole di elogio per l'opera del pubblicista, i cui ideali politici includevano un contadino e una borghesia liberi, sicuri delle loro proprietà e partecipi della vita politica attraverso l'autoamministrazione (la cui posizione fu stabilita, tra l'altro, nella sua “Teoria delle azioni”). Goethe lo definì il "patriarca di Osnabrück".
Möser attaccò la riforma teatrale di Johann Christoph Gottsched e si occupò in modo critico dell'anacreontismo. Nel 1781 criticò la condanna unilaterale della letteratura tedesca da parte di Federico II di Prussia. Nella sua ultima opera, Möser era pervenuto ai confini del movimento Sturm und Drang.
In qualità di pubblicista, Möser fu soprannominato "padre del folclore", perché aveva scritto innumerevoli articoli su tale argomento e sui costumi. Nel 1766 fondò il Wöchentliche Osnabrückische Intelligenzblätter (Documenti settimanali di intelligence di Osnabrück), che diresse fino al 1782 e a cui contribuì fino al 1792, quando gli succedette Heinrich August Vezin.[3] Nel 1774, Möser raccolse una selezione dei saggi scritti per questa rivista sotto il titolo generale Patriotische Phantasien (Fantasie patriottiche). Questi saggi sono esempi di trattazioni popolari di vari argomenti, piccoli trattati come "Harlekin, oder Verteidigung des Grotesk-Komischen" (Arlecchino, o la difesa del grottesco-comico) o Über die deutsche Sprache und Literatur (La lingua e la letteratura tedesca). La sua opera storica più importante fu la Osnabrückische Geschichte (Storia di Osnabrück), iniziata nel 1768 durante la Guerra dei Sette Anni.
Come storico, sostenne una visione organicistica della storia, spostando il focus dello studio dalle singole persone alle strutture storiche. In questo modo, si oppose alle tendenze dell'Illuminismo e successivamente anche alla Rivoluzione francese. Lo storico Klaus W. Epstein lo definì come la personificazione dello status quo conservatore pre-rivoluzionario. Möser influenzò lo sviluppo del nazionalismo tedesco.
Nei suoi scritti, Möser definì lo Stato in termini diversi da quelli dei suoi contemporanei. Secondo la sua visione, lo Stato non coincideva con un territorio, ma era una sorta di società per azioni dalla quale ciascuno acquisiva una propria quota di terra o di denaro, ottenendone in cambio diritti di rappresentanza e partecipazione. Un patriota non era tanto colui che andava a combattere per il proprio Paese quanto colui che ne promuoveva la "fioritura" nel settore agricolo, del commercio e dell'artigianato.
La sua lapide si trova nella chiesa di Santa Maria, sul lato sud, sotto la finestra del pittore Johannes Schreiter. Nel 1836, il suo monumento, realizzato da Friedrich Drake, fu eretto nel cortile della Cattedrale di Osnabrück. La casa natale di Möser si trova sulla piazza del mercato; durante la Seconda guerra mondiale, andò distrutta e fu ricostruita. La casa di Möser in Hakenstraße 11, dove trascorse gli ultimi 19 anni della sua vita, sorgeva su una parte del terreno su cui nel 1902 fu costruita la scuola cittadina protestante. Nel 1927 la scuola prese il nome di scuola media Möser.

## Vita privata
Nel 1746 sposò Juliane Elisabeth Brouning, dalla quale ebbe una figlia Jenny e un figlio Johann Ernst Justus (* 1753; † 1773).

## Dopo la morte
La Società Justus Möser fu fondata nel 1987/88 con l'obiettivo di rendere la vita e l'opera di Möser accessibili a un vasto pubblico in patria e all'estero, non solo a chi si interessa di letteratura. La società è affiliata all'Associazione per la Storia e gli Studi Regionali di Osnabrück.
Il Centro di Documentazione "Justus Möser" dell'Università di Osnabrück, che rimase in attività dal 1988 al 2004, si assunse il compito di tracciare la vita e l'opera di questa importante personalità del XVIII secolo. Suo fu l'allestimento della mostra intitolata Patriotische Phantasien – Justus Möser 1720–1794. Aufklärer in der Ständegesellschaft“ (Fantasie patriottiche - Justus Möser 1720-1794. Filosofo illuminista nella società dei latifondi) in occasione del 200° anniversario della morte di Möser, per la quale fu pubblicato un catalogo in volume unico e avente lo stesso titolo, nonché uno sketch un ritratto cinematografico dal titolo Das Ähnlichste, was man von Möser hat (La cosa più simile che avete da Möser).
In memoria dell'opera portata avanti da Justus Möser, la città di Osnabrück conferisce la Medaglia Justus Möser a persone che hanno reso servizi eccezionali a Osnabrück o alla regione.
Nell'anno scolastico 2012/2013 gli studenti delle materie STEM della Möser-Realschule am Westerberg hanno creato un geocache (caccia al tesoro), che prevede interessanti stazioni relative a Justus Möser a Osnabrück, ognuna con una breve spiegazione e un enigma contenuto nella rispettiva descrizione.
Dal settembre 2015, il quotidiano online regionale Hasepost pubblica un articolo settimanale della serie "L'opinione di Möser". In questa serie, un autore sconosciuto, sotto lo pseudonimo di Justus Möser, ha facoltà di esprimere la propria opinione su questioni di attualità relative a Osnabrück.

### Monumento
Grazie alla mediazione dello scultore Christian Daniel Rauch, il giovane scultore Friedrich Drake fu incaricato dal Möser-Vereins (Associazione Möser) di creare una statua mastodontica di Justus Möser a Osnabrück. Il monumento fu inaugurato il 12 settembre 1836 sulla Große Domsfreiheit.

### Piazze, strade, sentieri ed edifici
- Esiste una Justus-Möser-Straße a Melle e Warendorf;
- Esiste una Justus-Möser-Weg a Bramsche e Schwerte;
- Esiste una Justus-Möser-Platz a Bramsche;
- Esiste una Möserstrasse a Berlino, Bramsche (dal 2002), Essen (dal 16 maggio 1902), Giessen, Osnabrück (dal 1866) e Panketal.
- Esiste Möserweg a Bad Waldsee, a Münster, in Vestfalia.

La città di Osnabrück ha intitolato una scuola a Justus Möser nel 1927. Dal 2004 si chiama Möser-Realschule am Westerberg.

## Scritti
- Harlekin oder Vertheidigung des Groteske-Komischen. 1761 (copia digitalizzata); neue verbesserte Auflage: Cramer, Bremen 1777 (copia digitalizzata).
- Osnabrückische Geschichte: Allgemeine Einleitung. Schmid, Osnabrück 1768 (copia digitalizzata Archiviato l'8 dicembre 2015 in Internet Archive.)

nuova edizione ampliata e migliorata (in 2 parti): Nicolai, Berlin/Stettin 1780 (copia digitalizzata); Nicolai, Berlin/Stettin 1819 (copia digitalizzata).
- Schreiben an den P.J.K. in W... den ersten Schritt zur künftigen Vereinigung der Evangelischen und Catholischen Kirche betreffend.  bey Philipp Heinrich Perrenon, Frankfurt und Leipzig 1780
- Patriotische Phantasien (1.1775–4.1786).
- Die Tugend auf der Schaubühne oder Harlekins Heirath: Ein Nachspiel in Einem Aufzuge. Nicolai, Berlin/Stettin 1798 (copia digitalizzata).
- Gesellschaft und Staat. Eine Auswahl aus seinen Schriften (= Der deutsche Staatsgedanke. Reihe 1: Führer und Denker. Bd. 3). Herausgegeben und eingeleitet von Karl Brandi. Drei Masken, München 1921 (copia digitalizzata).
- Sämtliche Werke. Historisch-kritische Ausgabe in 14 volumi (in 16 parti). Stalling, Oldenburg und Osnabrück 1943–1990, ISBN 3-87898-255-0.
- Briefwechsel (= Veröffentlichungen der Historischen Kommission für Niedersachsen und Bremen. Bd. 21). Edizione riveduta e ampliata da William F. Sheldon in Zusammenarbeit mit Horst-Rüdiger Jarck. Hahn, Hannover 1992, ISBN 3-7752-5871-X.
- Lesebuch Justus Möser. Zusammengestellt von Martin Siemsen. Aisthesis, Bielefeld 2017, ISBN 978-3-8498-1220-1